# Sanogasta x-signata
Sanogasta x-signata är en spindelart som först beskrevs av Eugen von Keyserling 1891.  Sanogasta x-signata ingår i släktet Sanogasta och familjen spökspindlar. Inga underarter finns listade i Catalogue of Life.